# Dermapharm
Die Dermapharm Holding SE oder Dermapharm AG mit Sitz in Grünwald ist ein börsennotiertes deutsches Pharmaunternehmen, das sich auf die Herstellung und den Vertrieb von dermatologischen und allergologischen Präparaten spezialisiert hat.

## Unternehmensporträt
Das Unternehmen wurde 1991 von Wilhelm Beier gegründet, seit 1998 ist der Sitz in Grünwald bei München. Weitere Standorte von Dermapharm sind in Österreich, der Schweiz, Kroatien, Polen und der Ukraine sowie im Vereinigten Königreich, Italien und Spanien. Die Gesellschaft stellt fast alle ihrer Präparate in Deutschland her. Mit ihrem Tochterunternehmen mibe GmbH Arzneimittel hat Dermapharm einen eigenen Produktionsstandort in Brehna bei Leipzig. mibe ist  eines der deutschen Unternehmen mit den meisten eingetragenen Marken, das Produktportfolio umfasst im Wesentlichen Generika für unterschiedliche Therapiegebiete. Seit Oktober 2020 produziert das Unternehmen im Auftrag von Biontech deren COVID-19-Impfstoff Tozinameran am Standort Brehna. Seit Ende April 2021 ist zudem die Produktion des Impfstoffes bei der Tochtergesellschaft Allergopharma am Standort Reinbek angelaufen.
2016 scheiterte ein Verkauf des Unternehmens an Finanzinvestoren. 2018 gab die Eigentümerfamilie Beier dann im Rahmen des Börsengangs 19,3 % ihrer Anteile ab, wodurch sich nur noch ca. 65 % der ausstehenden Aktien in ihrem Besitz befinden.
Weitere Unternehmen des Dermapharm-Konzerns sind acis Arzneimittel (Generika), Anton Hübner (Reformhauswaren), Tiroler Nussöl Sonnenkosmetik (Sonnenschutzmittel), Axicorp (Generika, Reimporte), Trommsdorff und Strathmann. Im Februar 2020 gab die Merck KGaA den Verkauf der auf Allergiebehandlungen spezialisierten Allergopharma an die Dermapharm bekannt.
Anfang 2022 übernahm Dermapharm von der kanadischen Canopy Growth Corporation die ehemals zu Bionorica gehörende C³-Gruppe für medizinisches Cannabis.